# Гасанов, Касим Шахбанович
Касим Шахбанович Гасанов (15 августа 1975, Вихли, Кулинский район, Дагестанская АССР, РСФСР, СССР) — российский спортсмен, специализируется по ушу, чемпион и призёр мира по ушу-саньда, 2-х кратный чемпион России.

## Биография
Является уроженцем села Вихли. Является двукратным чемпионом России. В 1995 году стал серебряным призёром чемпионата мира. А в 1997 году стал чемпионом мира, по ходу того турнира он одержал победу над Кунгом Ле. 23 ноября 2004 года пропал без вести, по мнению его сестры он был убит. 

## Спортивные достижения
- Чемпионат России по ушу 1995 — ;
- Чемпионат мира по ушу 1995 — ;
- Чемпионат России по ушу 1997 — ;
- Чемпионат мира по ушу 1997 — ;

## Личная жизнь
В 1992 году окончил среднюю школу в Вихли. По национальности — лакец. Окончил Дагестанскую сельхозакадемию (ныне - Дагестанский аграрный университет).